# Count Zero
Count Zero, roman skriven av William Gibson, utgiven 1986. Detta är den andra boken i Sprawl-trilogin.
Turner, en korporativ legoknekt, vaknar upp i en rekonstruerad kropp. Hans arbetsgivare Hosaka Corporation aktiverar honom rörande ett än mer farligt uppdrag än det han tillfrisknar från: Maas-Neoteks R&D-chef skall hoppa av, och Turner är den som skall få ut honom levande. Beväpnad med bland annat det nyaste inom BioChip tänkter Turner slutföra sitt uppdrag.
Bobby Newmark är en liten dataskojare som hamnar i mitt i ett krig i Cyberrymden som utlöses av avhoppet. En enkel "körning" med en kinesisk "isbrytare" mot ett säkerhetssystem utlöser kraftiga larm och Bobby dör nästan på kuppen innan han kommer undan de virtuella vakthundarna, därav namnet på romanen. Bobby får ett pris på sitt huvud och försöker endast komma undan med livhanken i behåll.
Count Zero utspelar sig ett par år efter Gibsons debutroman Neuromancer. I Count Zero har utvecklingen av Matrisen, Nätet, gått framåt, ett antal kraftfulla AI har förökat sig själva och folk på Nätet börjar utveckla någon sorts voodookult rörande Cyberrymdens nya entiteter och förmågor. Detta kommer att dras till sin spets i Sprawl-trilogins sista roman, Mona Lisa Overdrive, där folk lever helt i Cyberrymden och helt nya livsformer evolverar inne i Nätet.